# Малый Калмычек
Малый Калмычек — река в России, протекает в Прикубанском районе Карачаево-Черкесской республики и Предгорном районе Ставропольского края. Длина реки составляет 15 км, площадь водосборного бассейна 60,8 км².
Начинается к востоку от села Холоднородниковское, течёт в восточном направлении через село Таллык. Устье реки находится в 28 км по левому берегу реки Тамлык, является совместным с Большим Калмычеком.

## Данные водного реестра
По данным государственного водного реестра России относится к Западно-Каспийскому бассейновому округу, водохозяйственный участок реки — Кума от истока до впадения реки Подкумок. Речной бассейн реки — Бессточные районы междуречья Терека, Дона и Волги.
Код объекта в государственном водном реестре — 07010000312108200001532.